# Ecnomina legula
Ecnomina legula är en nattsländeart som beskrevs av Arturs Neboiss 1977. Ecnomina legula ingår i släktet Ecnomina och familjen trattnattsländor. Inga underarter finns listade i Catalogue of Life.